# Louis Claude Noisette
Louis Claude Noisette (Châtillon, 2 de novembro de  1772 — 9 de janeiro de 1849) foi um botânico francês.

## Biografia
Era  filho do jardineiro de  Luís XVIII, sendo ele e seus irmãos desde cedo iniciados na arte da horticultura.
Em 1975, após uma curta passagem pela infantaria tornou-se jardineiro em Val-de-Grâce, porém seu posto foi extinto em 1798. Durante alguns anos acumulou algum dinheiro para fundar em  1806, com os seus irmãos, um  viveiro botânico  para colecionar todas as plantas comerciais  da época. Adquiriu, entre outras plantas, uma rica coleção de rosas,  sendo-lhe  creditado  à introdução na França de uma importante variedade de rosas denominadas Rosas de Noisettes. Estas rosas são   filhas da Rosa semperflorens ( Rosa de Bengala )  criada na Carolina do Sul a partir de  uma semeadura  formada por seu irmão, Philippe Noisette, que havia se estabelecido na América.
Louis Claude Noisette  ficou famoso na Europa. Na Áustria, o príncipe  Nicolas II Esterházy recorreu a ele para a formação de uma  plantação em seus vastos domínios.
Deve-se a Noisette, também,  a introdução e a primeira cultura de um grande número de plantas raras da América e da Índia. Por estas razões foi nomeado cavaleiro da Legião de Honra em 8 de maio de 1840. 
Morreu em 1849 sem filhos. Os seus dois irmãos, igualmente jardineiros, foram: Philippe Noisette (1775-1835) e Antoine  Noisette (1778–1858). Este último dirigiu o jardim botânico de Nantes.

## Obras
Louis Claude Noisette  consignou em várias obras os seus conhecimentos de botânica e jardinagem:
- Le jardin fruitier, 1813;
- Manuel complet du jardinier maraîcher, pépiniériste, botaniste fleuriste et paysagiste, 1825-1827;
- Manuel du jardinier des primeurs, ou l’art de forcer les plantes à donner leurs fruits ou leurs fleurs dans toutes les saisons, 1832;
- Annuaire populaire de la France, 1841;

Depois de 1817  publicou várias notas e artigos no periódico Bon jardinier, no Dictionnaire d’agriculture de François de Neufchateau (1827), no Annales de flore et de pomone, e em outras publicações.